# Howard Taylor (Segler)
John Howard Taylor (* 30. Juni 1861 in London; † 1. Oktober 1925 in Melbourne, Australien) war ein britischer Segler.

3 bis 10 Tonnen Klasse, Olympische Spiele 1900

## Werdegang
Taylor war als Börsenmakler in London tätig und emigrierte zunächst nach Südafrika, ehe er 1890 nach Western Australia zog. Er folgte einem Goldrausch in der Ashburton Shire, war kurzzeitig als Farmer aktiv und kehrte dann zu seiner früheren Profession als Wertpapierhändler zurück. Am 27. Juli 1896 wurde er in das Regionalparlament von Western Australia gewählt, dessen Mitglied er bis zu seinem Rücktritt am 9. Juni 1899 war.
Howard Taylor nahm an den Olympischen Spielen 1900 in Paris teil, wo er als Skipper in der Bootsklasse 3 bis 10 Tonnen antrat. Er verpasste wegen Zollproblemen mit dem Boot Bona Fide zwar die erste Wettfahrt, wurde in der zweiten Wettfahrt dafür aber Olympiasieger. Zu seinen Crewmitgliedern gehörten dabei Harry Jefferson und Edward Hore. Während er sich noch in Frankreich aufhielt, verkaufte Taylor die Bona Fide, mit der er im Mittelmeer im Jahr 1900 insgesamt 16 von 25 Regatten gewonnen hatte, an einen Italiener.
Nach anfänglichen Erfolgen an der Londoner Börse verließ ihn sein Glück, weshalb er wieder nach Western Australia zurückzog. Eine Straße in Perth ist nach ihm benannt.